# Espada de Wallace
A Espada de Wallace é uma antiga espada de duas mãos que se imagina ter pertencido a William Wallace (1270–1305), um cavaleiro escocês que liderou a guerra de resistência escocesa durante as Guerras de Independência.
Acredita-se que foi usada durante a Batalha de Stirling Bridge em 1297 e na Batalha de Falkirk em 1298, porém a sua autenticidade é muito questionada.
A medida do eixo da espada é de 1.32 m de comprimento e incluindo o punho, 1.63 m. A largura da lâmina varia de 5,7 cm para 1,9 centímetros. A espada pesa 2,7 kg.

## História
Após a execução de William Wallace em 1305 alega-se que, John de Menteith, governador do Castelo de Dumbarton, recebeu a sua espada em agosto desse mesmo ano, não havendo, no entanto, registos históricos que o comprovem. Duzentos anos depois, em 1505, sobrevivem relatos afirmando que, por ordem do rei Jaime IV da Escócia, a soma de 26 shillings foi paga a um armeiro para "atar a espada de Wallace com cordas de seda" e fornecer-lhe "um novo punho e prumo", bem como uma "nova bainha e um novo cinto". Este reparo teria sido necessário porque, de acordo com a lenda, a bainha, o punho e o cinto, originais de Wallace teriam sido feitos da pele seca de Hugh Cressingham, que havia sido morto na Batalha de Stirling Bridge.
Nenhum outro registo escrito da espada foi encontrado nos três séculos seguintes. Em 1875, uma carta do Departamento de Guerra informava que a espada, em 1825, fora enviada à Torre de Londres para ser consertada. Na altura, foi submetida a Samuel Meyrick pelo Duque Arthur Wellesley de Wellington para examinar.
Samuel Meyrick era um especialista em espadas antigas, no entanto, estimou a idade da espada examinando apenas as armações, que, como sabemos, foram substituídas no início do século XVI. Assim, concluiu que a espada não poderia ser anterior ao século XV. Contudo, Meyrick não levou em consideração a lâmina, que deveria ter alguma importância para James IV ordenar amarrá-la em seda e dar-lhe uma nova bainha, punho e cinto, sendo também foi descrita como a "espada de Wallas".
A espada foi recuperada de Dumbarton por Charles Rogers, autor do título The Book of Wallace. No dia 15 de outubro de 1888, Rogers renovou uma correspondência com o Secretário de Estado da Guerra, com o resultado de que o Major General comandante das forças no norte da Grã-Bretanha foi autorizado a ficar com a arma aos seus cuidados para preservação no Monumento Wallace. 

## Precisão histórica
Há boas razões para acreditar que a espada, como está agora, não pertenceu a William Wallace. A lâmina não possui um fuller (ranhura ou fenda longitudinal arredondada ou chanfrada ao longo do lado achatado de uma lâmina) - uma característica quase universal das lâminas com este tipo de seção transversal (lenticular), exceto nas espadas processionais da Renascença. A lâmina, no seu estado original , teria provavelmente sido Oakeshott tipo XIIIa (também conhecida como Espée de Guerre ou Espada da Grande Guerra), que se tornou comum em meados do século XIII. Essas espadas teriam uma lâmina longa e larga com bordas paralelas, terminando numa ponta arredondada ou espatulada. O punho, mais longo do que nas espadas escocesas anteriores, normalmente com cerca de 15 cm, permite um bom uso com as duas mãos. As guardas transversais eram provavelmente inclinadas para baixo (no estilo posterior das terras altas) ou retas, e o punho era regularmente de castanha do Brasil ou em forma de disco, mas neste caso talvez um punho lobulado inspirado no estilo Viking.
Uma inspeção cuidadosa revela que a espada pode ser feita de peças de outras espadas diferentes encaixadas. Parte disso pode ter vindo de uma espada do final do século XIII. David Caldwell, escreve que "Além da remodelação da guarda, esta espada não se parece atípica das espadas de duas mãos usadas nas terras baixas da Escócia no final do século XVI ou início do século XVII." (página 174) e que a lâmina tem um ricasso (lâmina não afiada logo acima do cabo), o que não é uma característica medieval. No entanto, a lâmina parece ser feita de três peças separadas soldadas por martelo. A peça mais inferior tem uma seção transversal de diamante achatado, podendo talvez ser de uma espada do século XIII, havendo alguma esperança para aqueles que pensam que a espada de Wallace está lá. 